# 目白文化村
目白文化村（めじろぶんかむら）は、大正時代から昭和時代にかけて存在した、郊外住宅地の名称。現在の東京都新宿区中落合1丁目と2丁目の一部、3丁目と4丁目の大半、中井2丁目、西落合1丁目一部にかかる一帯の区域に該当する。
1914年に堤康次郎が、東京府落合村下落合の大地主・宇田川家から2667坪を購入。以後、毎年の様に早稲田大学や近衛家・相馬家所有の地所など周辺の土地を入手していった。更に堤自身も下落合に居を構えると共に、堤の経営する箱根土地（後のコクド）や東京護謨（現在の西武ポリマー化成）が事業拠点を移すなど、一体の開発を本格的に始めていった。
住宅地としての土地分譲は、1922年6月に目白不動園として分譲を開始した＜第一文化村＞が始まりである。この時は箱根土地が売主となっている。翌年には早稲田大学の所有地だった一帯を＜第二文化村＞として分譲を開始、折りしも関東大震災が発生し、地盤が強固な武蔵野台地上で被害が軽微だった一帯への転入者が増えてくる。更に1924年に ＜第三文化村＞、1925年には＜第四文化村＞と旧近衛邸跡地（現在の新宿区下落合の一部）、1929年に＜第五文化村＞を分譲する。1927年には西武村山線が開通し、交通の便も更に良くなった。目白文化村をはじめとする住宅街が東京都の西側に形成され始めると、「平日は都心部に働きに行き、休日は郊外で家族サービスをする」というサラリーマン像が憧れとなっていった。そうして新宿駅は西側に住む人々のターミナル駅として発展していった。また、西洋の住宅街のようなモダンな家が広がり、大正ロマンの流行と共に多くの人々の憧れとなった。
しかし、1935年から環状六号線の建設が始まり、文化村は東西に分断される。東京大空襲では大半の住宅が焼失し、住宅地の一体性は失われていく。更に1967年には新目白通りの開通によって一帯は縦横に分断され、かつての面影はその大部分が失われた。